# Dion Fortune
Dion Fortune (née Violet Mary Firth le 6 décembre 1890 à Llandudno au Pays de Galles, épouse Violet Mary Firth Evans et décédée le 8 janvier 1946) était une occultiste britannique. Elle tenait son pseudonyme de la devise de sa famille « Deo, non fortuna » (« Dieu, non la chance »).

## Biographie
Elle est issue d'une famille adepte de la science chrétienne. Lors de ses études de psychologie et psychanalyse à l'Université de Londres, elle adhéra à la Société théosophique puis à la Golden Dawn. À partir de 1919, elle écrivit romans et nouvelles, mais aussi des ouvrages sur la magie, comme The Cosmic Doctrine. Elle quitta la branche « Alpha et Oméga » de la Golden Dawn, à cause de sa relation de plus en plus difficile avec Moina Mathers et créa avec son mari Penry Evans la Fraternity of the Inner Light en 1922. Elle participa à la « Bataille magique d'Angleterre[Quoi ?] » lors de la Seconde Guerre mondiale.
Elle décéda d'une leucémie.